# NGC 6490
NGC 6490 este o galaxie situată în constelația Hercule. A fost descoperită în 11 mai 1864 de către Albert Marth. Se află la o distanță de 49,61 de megaparseci de Pământ.